# Industrin kommer att rädda Georgien
Industrin kommer att rädda Georgien (georgiska: მრეწველობა გადაარჩენს საქართველოს, Mretsveloba gadaarchens sakartvelos), är ett politiskt parti i Georgien bildat i april 1999. 
Partiet är en del av regeringen då man ingår i den regerande koalitionen georgiska drömmen som leds av premiärminister Bidzina Ivanisjvili. Man fick i den regering som Ivanisjvili utsåg inga ministerposter.
Sedan 1999 leds partiet av Gogi Topadze, och ordförande i partiet är Zurab Tqemaladze.